# Challenge Bell 2011
Challenge Bell 2011 — тенісний турнір, що проходив на закритих кортах з килимовим покриттям. Це був 19-й за ліком Challenge Bell. Належав до турнірів International в рамках Туру WTA 2011. Відбувся в PEPS de l'Université Laval у Квебеку (Канада). Тривав з 10 до 17 вересня 2011 року.

## Учасниці

### Сіяні учасниці
| Країна     | Гравчиня          | Рейтинг1 | Посіяний |
| ---------- | ----------------- | -------- | -------- |
| Словаччина | Даніела Гантухова | 23       | 1        |
| Чехія      | Луціє Шафарова    | 26       | 2        |
| Австрія    | Таміра Пашек      | 37       | 3        |
| Канада     | Ребекка Маріно    | 41       | 4        |
| Швеція     | Софія Арвідссон   | 67       | 5        |
| Чехія      | Барбора Стрицова  | 71       | 6        |
| США        | Ірина Фалконі     | 79       | 7        |
| Грузія     | Анна Татішвілі    | 85       | 8        |

- 1 Рейтинг подано станом на 29 серпня 2011

### Інші учасниці
Нижче наведено учасниць, які отримали вайлдкард на участь в основній сітці:
- Ежені Бушар
- Марі-Ев Пеллетьє
- Александра Возняк

Нижче наведено гравчинь, які пробились в основну сітку через стадію кваліфікації:
- Олена Бовіна
- Гейл Бродскі
- Жюлі Куен
- Ешлі Вейнголд

## Переможниці та фіналістки

### Одиночний розряд
Барбора Стрицова —  Марина Еракович, 4–6, 6–1, 6–0

### Парний розряд
Ракель Копс-Джонс /  Абігейл Спірс —  Джеймі Гемптон /  Анна Татішвілі, 6–1, 3–6, [10–6]